# Football aux Jeux méditerranéens de 1967
Navigation
Édition précédente Édition suivante
La compétition de football des Jeux méditerranéens de 1967 s'est déroulée du 7 septembre au 17 septembre 1967.

## Participants
Certains participants sont des équipes constituées de joueurs amateurs :
- France
- Algérie
- Maroc
- Italie
- Tunisie
- Libye
- Turquie
- Espagne

## Résultats

### Phase de groupes

#### Groupe A
| Rang | Équipe  | Pts | J | G | N | P | Bp | Bc | Diff |
| ---- | ------- | --- | - | - | - | - | -- | -- | ---- |
| 1    | Italie  | 4   | 3 | 2 | 0 | 1 | 6  | 2  | +4   |
| 2    | France  | 4   | 3 | 2 | 0 | 1 | 6  | 5  | +1   |
| 3    | Algérie | 3   | 3 | 1 | 0 | 2 | 4  | 6  | -2   |
| 4    | Maroc   | 2   | 3 | 1 | 0 | 2 | 2  | 5  | -3   |

| France  | 3-1 | Algérie |
| Maroc   | 1-0 | Italie  |
| Italie  | 2-0 | Algérie |
| France  | 2-0 | Maroc   |
| Algérie | 3-1 | Maroc   |
| Italie  | 4-1 | France  |

#### Groupe B
| Rang | Équipe  | Pts | J | G | N | P | Bp | Bc | Diff |
| ---- | ------- | --- | - | - | - | - | -- | -- | ---- |
| 1    | Turquie | 5   | 3 | 2 | 1 | 0 | 4  | 2  | +2   |
| 2    | Espagne | 3   | 3 | 1 | 1 | 1 | 4  | 3  | +1   |
| 3    | Tunisie | 3   | 3 | 1 | 1 | 1 | 4  | 3  | +1   |
| 4    | Libye   | 1   | 3 | 0 | 1 | 2 | 1  | 5  | -4   |

| Tunisie | 3-0 | Libye   |
| Turquie | 2-1 | Espagne |
| Turquie | 1-0 | Libye   |
| Tunisie | 0-2 | Espagne |
| Tunisie | 1-1 | Turquie |
| Libye   | 1-1 | Espagne |

Match pour la 2e place : Tunisie 1-1 Espagne (Espagne vainqueur par tirage au sort)

### Tour final

#### Demi-finales
| 15 septembre 1967 | Italie | 2-0 | Espagne |  |  |
|                   |        |     |         |  |  |

| 15 septembre 1967 | Turquie | 0-3 | France |  |  |
|                   |         |     |        |  |  |

#### Match pour la3eplace
| 17 septembre 1967 | Espagne | 2-1 | Turquie |  |  |
|                   |         |     |         |  |  |

#### Finale
| 17 septembre 1967 | Italie | 0-0 | France |  |  |
|                   |        |     |        |  |  |

L’Italie et la France ne pouvant se séparer au terme du temps réglementaire, l'arbitre tire au sort et déclare l'Italie vainqueur, mais le comité d'organisation des Jeux méditerranéens annule cette décision et déclare les deux équipes gagnantes.

## Classement final
| Position           | Pays                     |
| ------------------ | ------------------------ |
| Médaille d'or      | Italie am. et France am. |
| Médaille d'argent  | -                        |
| Médaille de bronze | Espagne am.              |
| 4                  | Turquie                  |
| 5                  | Tunisie                  |
| 6                  | Algérie am.              |
| 7                  | Maroc                    |
| 8                  | Libye                    |

## Source
- (en) « Mediterranean Games 1967 (Tunis, Tunisia) », sur rsssf.com (consulté le 1er juillet 2018).